# ギャンブリング・ウィズ・ザ・デヴィル
『ギャンブリング・ウィズ・ザ・デヴィル』（Gambling with the Devil）は、ドイツのヘヴィメタルバンド、ハロウィンが2007年に発表したアルバム。

## 解説
オリコン週間ランキング17位にランクインした。このアルバムが発売された時点でガンマ・レイとのツアーが決定していた。

## 収録曲
1. クラック・ザ・リドル - Crack the Riddle
（M：Andi Deris -  Michael Weikath - Markus Grosskopf - Sascha Gerstner - Dani Löble / L：Andi Deris）
2. キル・イット - Kill It
（M/L：Andi Deris）
3. ザ・セインツ - The Saints
（M/L：Michael Weikath）
4. アズ・ロング・アズ・アイ・フォール -  As Long As I Fall 
（M/L：Andi Deris）
5. ペイント・ア・ニュー・ワールド - Paint a New World
（M：Sascha Gerstner / L：Sascha Gerstner - Michael Weikath）
6. ファイナル・フォーチュン - Final Fortune
（M/L：Markus Grosskopf）
7. ザ・ベルズ・オブ・ザ・セヴン・ヘルズ - The Bells of the Seven Hells
（M/L：Andi Deris）
8. フォールン・トゥ・ピーセズ - Fallen to Pieces
（M/L：Andi Deris）
9. I.M.E. - I.M.E.
（M/L：Andi Deris）
10. キャン・ドゥ・イット - Can Do It 
（M/L：Michael Weikath）
11. ドリームバウンド - Dreambound
（M：Sascha Gerstner / L：Sascha Gerstner - Michael Weikath）
12. ヘヴン・テルズ・ノー・ライズ - Heaven Tells No Lies
（M/L：Markus Grosskopf）

### ボーナス・トラック
1. ウィ・ユナイト - We Unite ※
（M/L：Markus Grosskopf）

※日本盤ボーナストラック

### 限定版ボーナスディスク
1. シー・ザ・ナイト - See The Night
（M/L：Markus Grosskopf）
2. アズ・ロング・アズ・アイ・フォール（デモ） - As Long As I Fall(Demo)
3. ドキュメンタリー - CD-EXTRA Documentary
4. アズ・ロング・アズ・アイ・フォール（ビデオ・クリップ） - As long as I fall(Video Clip)

## 参加ミュージシャン
- アンディ・デリス - vocals
- マイケル・ヴァイカート - guitar
- サシャ・ゲルストナー - guitar
- マーカス・グロスコフ - bass
- ダニ・ルブレ - drums